# Оніщук Олександр Васильович
Олександр Васильович Оніщук (нар. 3 вересня 1975 року, Севастополь, Кримська область, УРСР) — український, згодом американський шахіст, гросмейстер (1994).
Його рейтинг станом на березень 2020 року  — 2649 (102-ге місце у світі, 10-те у США)
Український шахист, що нині проживає на території США, штат TX, Lubbock. У 2006 році переміг у першості США.